# Rajon Isjum
Der Rajon Isjum (ukrainisch Ізюмський район/Isjumskyj rajon; russisch Изюмский район/Isjumski rajon) ist eine 1923 gegründete Verwaltungseinheit innerhalb der Oblast Charkiw im Osten der Ukraine.
Der Rajon hat eine Fläche von 5906 km² und etwa 180.000 Einwohner, der Verwaltungssitz befindet sich in der namensgebenden Stadt Isjum, die jedoch selbst bis Juli 2020 kein Teil des Rajons war.
Am 17. Juli 2020 kam es im Zuge einer großen Rajonsreform zur Auflösung des alten Rajons und einer Neugründung unter Vergrößerung des Rajonsgebietes um die Rajone Balaklija, Barwinkowe und Borowa, kleine Teile des Rajons Tschuhujiw (um den Ort Wolochiw Jar) sowie der bis dahin unter Oblastverwaltung stehende Stadt Isjum.

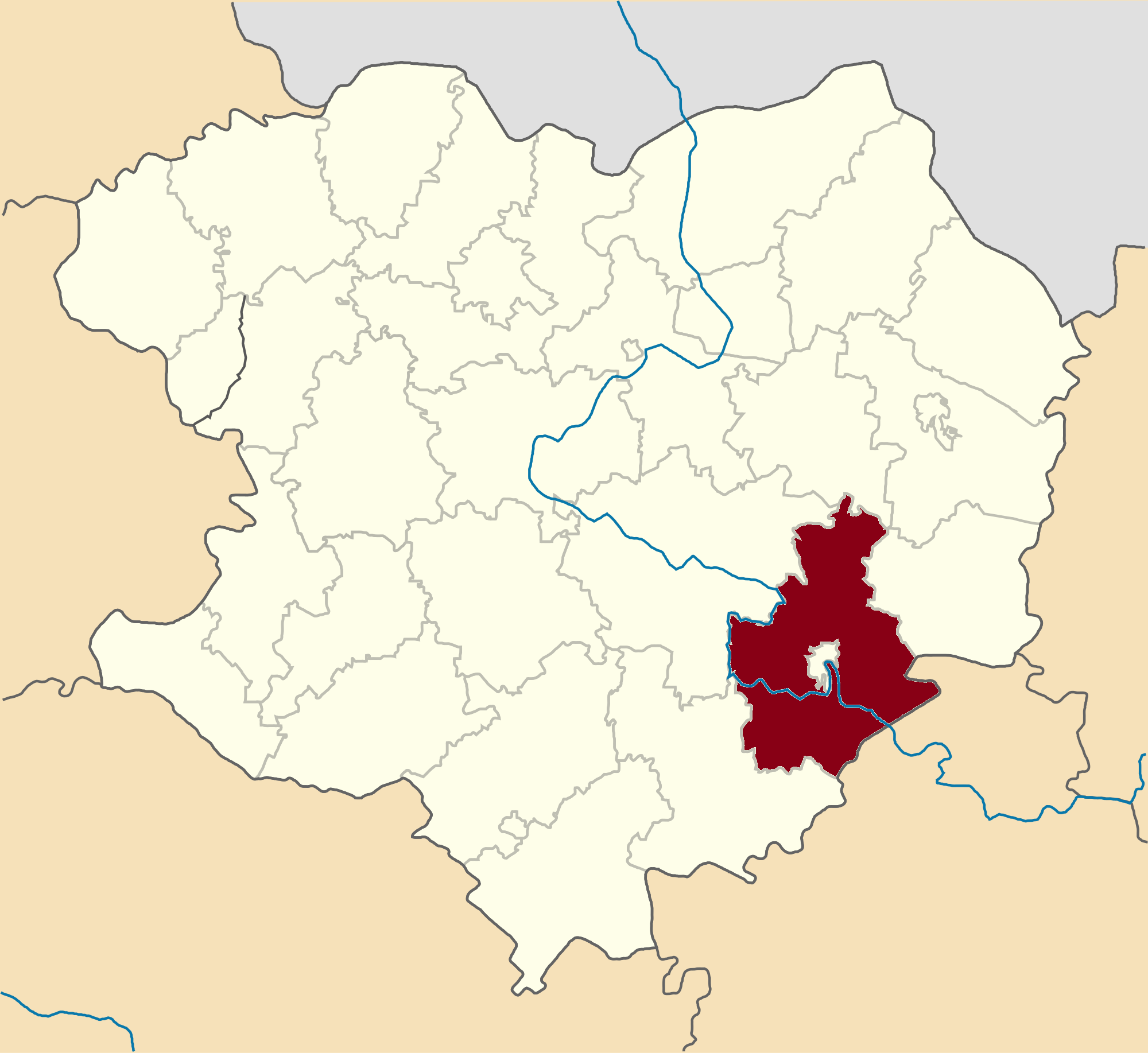
Rajonsgebiet bis Juli 2020
Rajonsgebiet ab Juli 2020

## Geographie
Der Rajon liegt im Südosten der Oblast Charkiw. Er grenzt im Norden an den Rajon Kupjansk, im Osten an den Rajon Swatowe (in der Oblast Luhansk), im Südosten und Süden an den Rajon Kramatorsk (in der Oblast Donezk), im Südwesten und Westen an den Rajon Losowa sowie im Nordwesten an den Rajon Tschuhujiw.
Durch den Rajon fließt der Siwerskyj Donez sowie dessen Zufluss Oskil, dazu kommen noch die kleineren Zuflüsse Suchyj Isjumez (Сухий Ізюмець) und Mokryj Isjumez (Мокрий Ізюмець), dabei ergeben sich Höhenlagen zwischen 60 und 230 Metern.

## Administrative Gliederung
Auf kommunaler Ebene ist der Rajon in 8 Hromadas (3 Stadtgemeinden, 3 Siedlungsgemeinden und 2 Landgemeinden) unterteilt, denen jeweils einzelne Ortschaften untergeordnet sind.
Zum Verwaltungsgebiet gehören:
- 3 Städte
- 4 Siedlungen städtischen Typs
- 210 Dörfer
- 11 Ansiedlungen

Die Hromadas sind im Einzelnen:
- Stadtgemeinde Isjum
- Stadtgemeinde Balaklija
- Stadtgemeinde Barwinkowe
- Siedlungsgemeinde Borowa
- Siedlungsgemeinde Donez
- Siedlungsgemeinde Sawynzi
- Landgemeinde Kunje
- Landgemeinde Oskil

Bis Juli 2020 waren es auf kommunaler Ebene 17 Landratsgemeinden, denen jeweils einzelne Ortschaften untergeordnet waren.
Zum Verwaltungsgebiet gehörten:
- 60 Dörfer

### Dörfer
| Dörfer                                      | Dörfer                       | Dörfer                                                          | Dörfer             |
| Name                                        | Name                         | Name                                                            | Gemeindezuordnung  |
| ukrainisch transkribiert                    | ukrainisch                   | russisch                                                        | Gemeindezuordnung  |
| ------------------------------------------- | ---------------------------- | --------------------------------------------------------------- | ------------------ |
| Andrijiwka                                  | Андріївка                    | Андреевка (Andrejewka)                                          | Sawody             |
| Babenkowe                                   | Бабенкове                    | Бабенково (Babenkowo)                                           | Bryhadyriwka       |
| Boholjubiwka (bis 2016 Schowtnewe)          | Боголюбівка (Жовтневе)       | Боголюбовка (Bogoljubowka)/Жовтневое (Schowtnewoje)             | Oleksandriwka      |
| Braschkiwka                                 | Бражківка                    | Бражковка (Braschkowka)                                         | Braschkiwka        |
| Bryhadyriwka                                | Бригадирівка                 | Бригадировка (Brigadirowka)                                     | Bryhadyriwka       |
| Buhajiwka                                   | Бугаївка                     | Бугаевка (Bugajewka)                                            | Buhajiwka          |
| Bukyne                                      | Букине                       | Букино (Bukino)                                                 | Oskil              |
| Dibrowa                                     | Діброва                      | Диброва                                                         | Kapytoliwka        |
| Dmytriwka                                   | Дмитрівка                    | Дмитровка (Dmitrowka)                                           | Wirnopillja        |
| Donezke                                     | Донецьке                     | Донецкое (Donezkoje)                                            | Mala Komyschuwacha |
| Dowhenke                                    | Довгеньке                    | Долгенькое (Dolgenkoje)                                         | Dowhenke           |
| Fedoriwka                                   | Федорівка                    | Фёдоровка (Fjodorowka)                                          | Bryhadyriwka       |
| Hlynske                                     | Глинське                     | Глинское (Glinskoje)                                            | Lewkiwka           |
| Iskra                                       | Іскра                        | Искра                                                           | Lewkiwka           |
| Iwaniwka                                    | Іванівка                     | Ивановка (Iwanowka)                                             | Lewkiwka           |
| Iwantschukiwka                              | Іванчуківка                  | Иванчуковка (Iwantschukowka)                                    | Iwantschukiwka     |
| Jaremiwka                                   | Яремівка                     | Яремовка (Jaremowka)                                            | Studenok           |
| Kamjanka                                    | Кам'янка                     | Каменка (Kamenka)                                               | Kamjanka           |
| Kapytoliwka                                 | Капитолівка                  | Капитоловка (Kapitolowka)                                       | Kapytoliwka        |
| Karnauchiwka                                | Карнаухівка                  | Карнауховка (Karnauchowka)                                      | Wirnopillja        |
| Komariwka                                   | Комарівка                    | Комаровка (Komarowka)                                           | Komariwka          |
| Kopanky                                     | Копанки                      | Копанки (Kopanki)                                               | Mala Komyschuwacha |
| Kosjutiwka                                  | Козютівка                    | Козютовка (Kosjutowka)                                          | Oleksandriwka      |
| Kramariwka                                  | Крамарівка                   | Крамаровка (Kramarowka)                                         | Lewkiwka           |
| Kunje                                       | Куньє                        | Кунье (Kunje)                                                   | Kunje              |
| Lewkiwka                                    | Левківка                     | Левковка (Lewkowka)                                             | Lewkiwka           |
| Lyptschaniwka                               | Липчанівка                   | Липчановка (Liptschanowka)                                      | Bryhadyriwka       |
| Lyssohirka                                  | Лисогірка                    | Лысогорка (Lyssogorka)                                          | Iwantschukiwka     |
| Mala Komyschuwacha                          | Мала Комишуваха              | Малая Камышеваха (Malaja Kamyschewacha)                         | Mala Komyschuwacha |
| Mykolajiwka                                 | Миколаївка                   | Николаевка (Nikolajewka)                                        | Komariwka          |
| Nowopawliwka                                | Новопавлівка                 | Новопавловка (Nowopawlowka)                                     | Iwantschukiwka     |
| Oleksandriwka                               | Олександрівка                | Александровка (Alexandrowka)                                    | Oleksandriwka      |
| Oskil (bis 2016 Tscherwonyj Oskil)          | Оскіл (Червоний Оскіл)       | Оскол (Oskol)/Червоный Оскол (Tscherwony Oskol)                 | Oskil              |
| Passika                                     | Пасіка                       | Пасека (Passeka)                                                | Studenok           |
| Petropillja                                 | Петропілля                   | Петрополье (Petropolje)                                         | Sawody             |
| Pidwyssoke                                  | Підвисоке                    | Подвысокое (Podwyssokoje)                                       | Oleksandriwka      |
| Poljana (bis 2016 Tscherwona Poljana)       | Поляна (Червона Поляна)      | Поляна/Червоная Поляна (Tscherwonaja Poljana)                   | Iwantschukiwka     |
| Popasne                                     | Попасне                      | Попасное (Popasnoje)                                            | Buhajiwka          |
| Prydonezke                                  | Придонецьке                  | Придонецкое (Pridonezkoje)                                      | Sawody             |
| Pymoniwka                                   | Пимонівка                    | Пимоновка (Pimonowka)                                           | Lewkiwka           |
| Ridnyj Kraj (bis 2016 Radjanske)            | Рідний Край (Радянське)      | Родной Край (Rodnoi Krai)/Радянское (Radjanskoje)               | Oleksandriwka      |
| Rossochuwate                                | Розсохувате                  | Россоховатое (Rossochowatoje)                                   | Buhajiwka          |
| Rudnewe                                     | Рудневе                      | Руднево (Rudnewo)                                               | Lewkiwka           |
| Sabawne                                     | Забавне                      | Забавное (Sabawnoje)                                            | Lewkiwka           |
| Sawody                                      | Заводи                       | Заводы (Sawody)                                                 | Sawody             |
| Schpakiwka                                  | Шпаківка                     | Шпаковка (Schpakowka)                                           | Mala Komyschuwacha |
| Schtschaslywe (bis 2016 Tscherwonyj Donez)  | Щасливе (Червоний Донець)    | Счастливое (Stschastliwoje)/Червоный Донец (Tscherwony Donez)   | Iwantschukiwka     |
| Semeniwka                                   | Семенівка                    | Семеновка (Semenowka)                                           | Mala Komyschuwacha |
| Snischkiwka                                 | Сніжківка                    | Снежковка (Sneschkowka)                                         | Mala Komyschuwacha |
| Spiwakiwka (bis 2016 Tscherwonyj Schachtar) | Співаківка (Червоний Шахтар) | Спиваковка (Spiwakowka)/Червоный Шахтёр (Tscherwony Schachtjor) | Sawody             |
| Studenok                                    | Студенок                     | Студенок (Studenok)                                             | Studenok           |
| Sucha Kamjanka                              | Суха Кам'янка                | Сухая Каменка (Suchaja Kamenka)                                 | Kamjanka           |
| Suchyj Jar                                  | Сухий Яр                     | Сухой Яр (Suchoi Jar)                                           | Buhajiwka          |
| Sulyhiwka                                   | Сулигівка                    | Сулиговка (Suligowka)                                           | Braschkiwka        |
| Synytscheno                                 | Синичено                     | Синичино (Sinitschino)                                          | Kamjanka           |
| Topolske                                    | Топольське                   | Топольское (Topolskoje)                                         | Mala Komyschuwacha |
| Tschornobajiwka                             | Чорнобаївка                  | Чернобаевка (Tschernobajewka)                                   | Buhajiwka          |
| Tschystowodiwka                             | Чистоводівка                 | Чистоводовка (Tschystowodowka)                                  | Tschystowodiwka    |
| Tychozke                                    | Тихоцьке                     | Тихоцкое (Tichozkoje)                                           | Kamjanka           |
| Wirnopillja                                 | Вірнопілля                   | Вернополье (Wernopolje)                                         | Wirnopillja        |